# Anilocra elviae
Anilocra elviae is een pissebed uit de familie Cymothoidae. De wetenschappelijke naam van de soort is voor het eerst geldig gepubliceerd in 2002 door Winfield, Alvarez & Ortiz.